# Eurailspeed

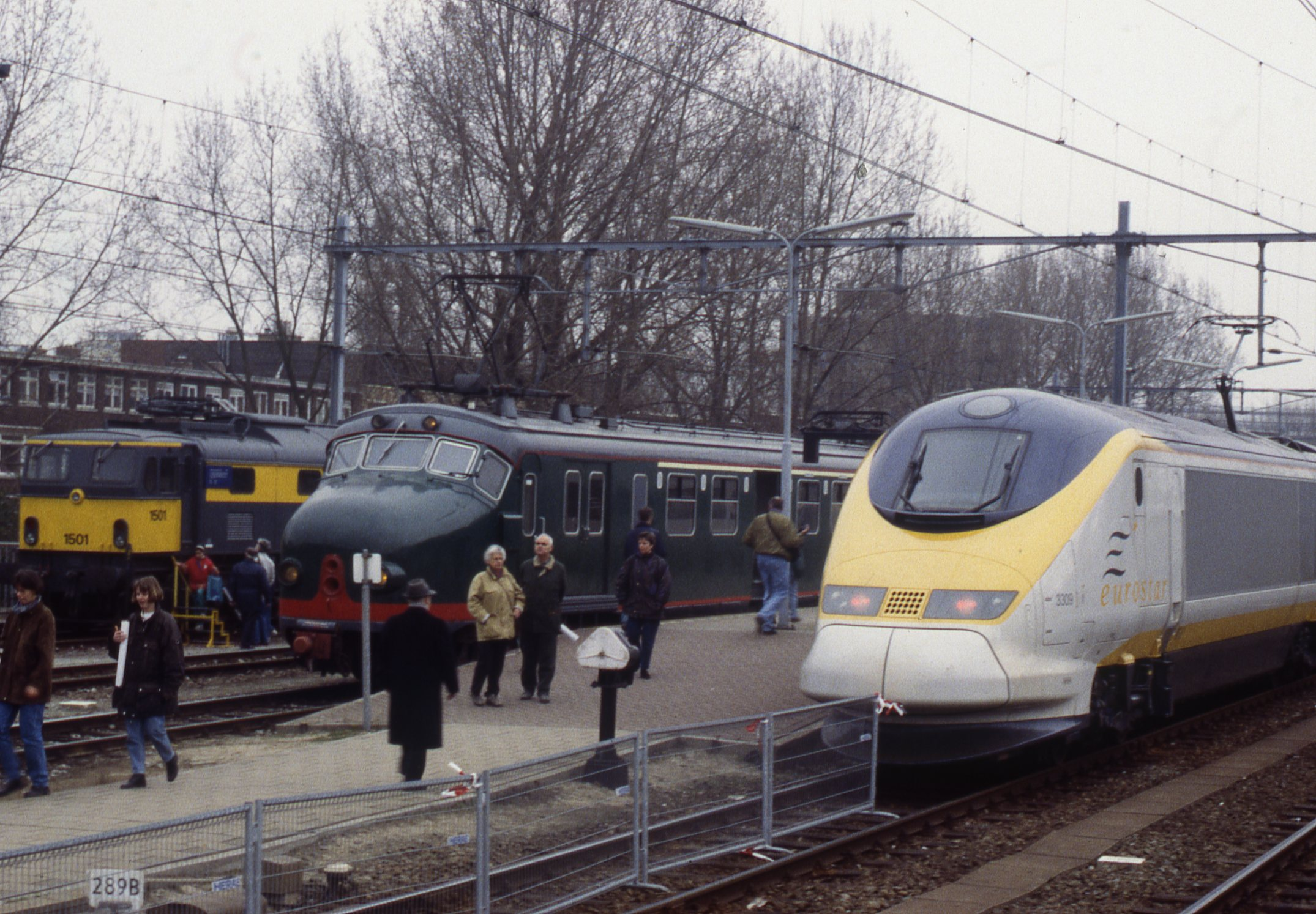
Eurailspeed 1996 en gare de Rotterdam-Central

Le congrès mondial sur la grande vitesse ferroviaire de l'Union Internationale des Chemins de fer (anglais : UIC World Congress on High Speed Rail), aussi connu sous le nom d'Eurailspeed jusqu'en 2005, est une série de conférences ferroviaires qui ont eu lieu à divers lieux en Europe à partir de 1992.

## Histoire
La première conférence a eu lieu à Bruxelles en 1992. Le thème de la conférence était en anglais : High Speed Rail: mobility on the Right track. 63 organisations ont exposé leurs produits. La présence de 1200 visiteurs et de 400 journalistes a rendu cet évènement une conférence marquante en Europe dans l'année 1992.
La deuxième conférence s'est déroulée dans la gare de Lille-Flandres en 1995. Tous les différents types de train à grande vitesse en Europe tels que l'ICE 1, un TGV Duplex, une rame Thalys, un ETR 500, un ETR 460, un S-100, un TGV TMST et un SJ X2 ont été présents lors de l'exposition. Une maquette à l'échelle 1:20 du futur ICE 3 (alors connu sous le nom d'ICE 2.2) était aussi présente.
Le troisième Eurailspeed s'est déroulé parallèlement  à l'InnoTrans, du 28 au 30 octobre 1998 à Berlin. Parmi les rames exposées se trouvaient l'ICE T (pour sa mise en service dans la même année), un TGV Duplex, un ETR 480, un ETR 500, un IC 2000, une voiture pendulaire de RABDe 500, un TGV TMST et une rame Thalys. La SNCF et Alstom ont aussi présenté leur nouveau prototype de TGV pendulaire (TGV P01), réalisé à partir d'un TGV Sud-Est. La DB et Siemens, de leur côté, ont présenté en avant-première l'ICE 3. L'exposition a eu lieu sur les voies d'un technicentre de la Deutsche Bahn à proximité de la gare de Berlin-Grunewald. Des discussions entre les organismes présents ont eu lieu, notamment pour évaluer l'impact environnemental, ou pour introduire des politiques concernant la grande vitesse ferroviaire.
L'avant-dernier Eurailspeed a eu lieu du 23 au 25 octobre 2002 à Madrid, dans la gare de Madrid-Chamartín. Entre autres, un TGV TMST était présent. L'exposition a été inaugurée par le roi d'Espagne Juan Carlos Ier.
La dernière exposition dite Eurailspeed s'est déroulée à Milan du 7 au 9 novembre 2005. Entre autres, Jacques Barrot, alors commissaire européen aux transports, s'est présenté lors de l'exposition. Il n'y avait alors que 3 trains à grande vitesse : un TGV POS, une rame S-103 et un prototype du S-120.
À partir de 2008, les conférences ferroviaires Euraispeed ont pris le nom de UIC World Congress on High Speed Rail, soit en français le « congrès mondial sur la grande vitesse ferroviaire », organisé par l'Union internationale des chemins de fer.